# Filmfare Awards (2008)
53-я церемония награждения Filmfare Awards проводилась 16 февраля 2008 года, в городе Бомбей. На ней были отмечены лучшие киноработы на хинди, вышедшие в прокат до конца 2007 года.

## Награды и номинации

### Главные награды
| Лучший фильм | Лучшая режиссёрская работа |
| --- | --- |
| - Звёздочки на земле - Индия, вперёд! - Гуру: Путь к успеху - Когда мы встретились - Возлюбленная | - Аамир Кхан – Звёздочки на земле - Анураг Басу – Жизнь в большом городе - Санджай Лила Бхансали – Возлюбленная - Имтиаз Али – Когда мы встретились - Мани Ратнам – Гуру: Путь к успеху - Шимит Амин – Индия, вперёд!                                                                                      |
| Лучший актёр | Лучшая актриса |
| - Шах Рукх Кхан – Индия, вперёд! - Абхишек Баччан – Гуру: Путь к успеху - Акшай Кумар – Намасте Лондон - Даршил Сафари – Звёздочки на земле - Шахид Капур – Когда мы встретились - Шах Рукх Кхан – Ом Шанти Ом                                          | - Карина Капур – Когда мы встретились - Айшвария Рай Баччан – Гуру: Путь к успеху - Дипика Падукон – Ом Шанти Ом - Мадхури Диксит – Давайте танцевать! - Рани Мукхерджи – Падший ангел - Видья Балан – Bhool Bhulaiyaa                                                                                     |
| Мужская роль второго плана | Женская роль второго плана |
| - Ирфан Кхан – Жизнь в большом городе - Аамир Кхан – Звёздочки на земле - Анил Капур – Добро пожаловать - Митхун Чакраборти – Гуру: Путь к успеху - Шреяс Талпаде – Ом Шанти Ом                                                                         | - Конкона Сен Шарма – Жизнь в большом городе - Конкона Сен Шарма – Падший ангел - Рани Мукхерджи – Возлюбленная - Шилпа Шукла – Индия, вперёд! - Тиска Чопра – Звёздочки на земле |
| Лучшая дебютная мужская роль | Лучшая дебютная женская роль |
| - Ранбир Капур – Возлюбленная - Химеш Решаммия – Любви прерванный полёт - Музамил Ибрахим – Обман - Нил Нитин Мукеш – Джонни предатель - Руслаан Мумтаз – Моя первая любовь                                                                             | - Дипика Падукон – Ом Шанти Ом - Хансика Мотвани – Любви прерванный полёт - Сонам Капур – Возлюбленная - Урваши Шарма – Любовь по чужому сценарию - Джия Кхан – Не просто поверить в любовь |
| Лучшая музыка к песне для фильма | Лучшие слова к песне для фильма |
| - А.Р. Рахман – Гуру: Путь к успеху - Монти Шарма – Возлюбленная - Притам – Когда мы встретились - Притам – Жизнь в большом городе - Вишал Дадлани – Ом Шанти Ом                                                                                        | - Прасун Джоши – "Maa" из Звёздочки на земле - Гулза – "Tere Bina" из Гуру: Путь к успеху - Джавед Ахтар – "Main Agar Kahoon" из Ом Шанти Ом - Самир – "Jab Se Tere Naina" из Возлюбленная - Вишал Дадлани – "Ankhon Mein Teri" из Ом Шанти Ом                                                             |
| Лучший мужской закадровый вокал | Лучший женский закадровый вокал |
| - Шаан – "Jab Se Tere Naina" из Возлюбленная - А.Р. Рахман – "Tere Bina" из Гуру: Путь к успеху - Кэй Кэй – "Aankhon Mein Teri" из Ом Шанти Ом - Сону Нигам – "Main Agar Kahoon" из Ом Шанти Ом - Сукхвиндер Сингх – "Индия, вперёд!" из Индия, вперёд! | - Shreya Ghoshal – "Barso Re" из Гуру: Путь к успеху - Алиша Чинай – "It's Rocking" из Что за история любви - Shreya Ghoshal – "Yeh Ishq Hai" из Когда мы встретились - Сунидхи Чаухан – "Давайте танцевать!" из Давайте танцевать! - Сунидхи Чаухан – "Sajanaji Vari Vari" из Путешествие в медовый месяц |

### Награды критиков
| Лучший фильм                                | Лучший фильм                       |
| ------------------------------------------- | ---------------------------------- |
| - Индия, вперёд! (Шимит Амин)               |                                    |
| Filmfare Critics Award for Best Performance |                                    |
| Мужчины                                     | Женщины                            |
| - Даршил Сафари – Звёздочки на земле        | - Табу – Рецепт любви: без сахара! |

### Технические награды
| Лучший сюжет | Лучший сценарий |
| --- | --- |
| - Амол Гуптэ – Звёздочки на земле - Джайдип Сахни – Индия, вперёд! - Мани Ратнам – Гуру: Путь к успеху - David N. Donihue, Рахул Дхолакия – Парзания - Вибха Сингх – Сила веры | - Анураг Басу – Жизнь в большом городе - Амол Гуптэ – Звёздочки на земле - Джайдип Сахни – Индия, вперёд! - David N. Donihue, Рахул Дхолакия – Парзания - Шрирам Рагхаван – Джонни предатель |
| Лучший диалог в фильме | Лучший монтаж |
| - Имтиаз Али – Когда мы встретились - Амол Гуптэ – Звёздочки на земле - Джайдип Сахни – Индия, вперёд! - Майур Пури – Ом Шанти Ом - Санджив Дутта – Жизнь в большом городе     | - Амитабх Шукла – Индия, вперёд! |
| Лучшая хореография | Лучшая операторскую работу |
| - Сарой Кхан – Barso Re – Гуру: Путь к успеху | - Судип Чаттерджи – Индия, вперёд! |
| Лучшая работа художника-постановщика | Лучший звук |
| - Самир Чанда – Гуру: Путь к успеху | - Лесли Фернандез – Джонни предатель |
| Лучший дизайн костюмов | За влияние в киноиндустрии |
| - Суджата Шарма – Мой отец Ганди | - А.Р. Рахман – Гуру: Путь к успеху |
| Лучшие спецэффекты | Лучшая постановка боевых сцен |
| - Red Chillies VFX – Ом Шанти Ом | - Роб Миллер – Индия, вперёд! |

### Специальные награды
| Пожизненные достижения      | Пожизненные достижения |
| --------------------------- | ---------------------- |
| - Риши Капур                |                        |
| Награда имени Р. Д. Бурмана |                        |
| - Монти Шарма               |                        |

## Наибольшее количество номинаций и побед
Следующие фильмы имели несколько номинаций.
- 10 номинаций: Гуру: Путь к успеху, Индия, вперёд! and Ом Шанти Ом
- 9  номинаций: Звёздочки на земле
- 8  номинаций: Возлюбленная
- 7  номинаций: Когда мы встретились
- 6  номинаций: Жизнь в большом городе
- 2  номинаций: Парзания и Давайте танцевать!

Следующие фильмы имели несколько наград.
- 5 наград: Индия, вперёд!
- 4 награды: Звёздочки на земле & Гуру: Путь к успеху
- 3 награды: Жизнь в большом городе and Возлюбленная
- 2 награды: Когда мы встретились and Ом Шанти Ом